# Posiólok ímeni Karla Líbknejta
Posiólok ímeni Karla Líbknejta (ruso: Посёлок и́мени Ка́рла Ли́бкнехта, que viene a significar "Localidad con el nombre de Karl Liebknecht") es un asentamiento de tipo urbano de Rusia, perteneciente al raión de Kurchátov de la óblast de Kursk.
En 2021, el asentamiento tenía una población de 7969 habitantes. En su territorio no hay pedanías.
Se ubica unos 10 km al suroeste de Kurchátov, sobre la carretera E39 que une Kursk con Hlújiv. El río Seim fluye al noroeste del casco urbano.

## Historia
Se conoce la existencia del asentamiento en documentos desde 1606, y durante siglos fue un pequeño pueblo llamado "Peny" (Пены), topónimo que se conserva en el habla coloquial de la zona pese a no ser ya el nombre oficial. La Unión Soviética lo refundó en 1930 como un asentamiento de tipo urbano con su topónimo actual, para establecer aquí un núcleo industrial de fabricación y reparación de diversos aparatos mecánicos, aprovechando la presencia aquí una estación del ferrocarril de Kursk a Lgov. En 1941, como consecuencia de la llegada de los invasores alemanes en la Segunda Guerra Mundial, el personal de los talleres fue evacuado a la RSS de Kirguistán, refundándose los "talleres de Karl Liebknecht" en los alrededores de Sokuluk. Tras la finalización de la guerra, se crearon nuevos talleres mecánicos similares a los destruidos por los alemanes, y además fábricas de hormigón y azúcar. Con estas nuevas industrias, el asentamiento llegó a superar los diez mil habitantes en la década de 1970.